# Lista de membros da Royal Society eleitos em 1921
Esta página lista Membros da Royal Society eleitos em 1921.

## Fellows
1. Wilfred Eade Agar[2]
2. Francis William Aston[3]
3. Sir William Lawrence Bragg[4]
4. William Thomas Calman[5]
5. Arthur Harry Church[6]
6. Georges Dreyer[7]
7. William Eccles[8]
8. Sir John Charles Grant Ledingham
9. Charles Stewart Middlemiss
10. Kennedy Joseph Previte Orton
11. Sir John Herbert Parsons[9]
12. James Charles Philip
13. Alfred Arthur Robb
14. Sir Eustace Tennyson d'Eyncourt[10]
15. Udny Yule[11]

## Foreign Members
1. Albert Calmette[12]
2. Henri-Alexandre Deslandres[13]
3. Albert Einstein[14]
4. Albin Haller
5. Edmund Beecher Wilson
6. Pieter Zeeman[15]